# 珍妮·希普利
珍妮弗·玛丽·希普利女爵士（英語：Dame Jennifer Mary Shipley）（1952年2月4日—），原姓Robson，新西兰国家党籍女性政治家、企业家，新西兰前总理（1997-1999）。1952年2月生于新西兰南岛戈尔，毕业于基督城教育学院（Christchurch College of Education，后合并入坎特伯雷大学）。
1971年中学毕业后，希普利进入基督城教育学院学习并获得了教师从业资格，其后从事小学教育工作数年。1975年加入新西兰国家党，1987年在基督城附近的Ashburton选区参选国会议员获得成功，以35岁的低龄进入新西兰国会，是当时国会内最为年轻的议员之一。1990年国家党上台执政后，希普利接连担任过卫生部长、社会福利部长和女性事务部长等内阁职务。1997年竞争到国家党领导权并出任新西兰总理，至1999年大选被工党击败下野为止。此后希普利一度成为反对党领袖，直至2001年卸任反对党领袖并于2002年辞去议员职务离开政坛，从事商业工作至今。
希普利是新西兰建国以来的第一位女性总理，其后任海伦·克拉克亦为女性，两人前后共担任总理10年有余，在议会同时作为朝野两党领袖也有数年之久，彼时新西兰女性领导人的集中亮相为世界政坛所罕见。相比于克拉克和该国第三位女性总理杰辛达·阿德恩，希普利的政府稍欠稳定，内阁因与联合党派失和而险象环生，且任期短暂，不到两年便被取代下野。此外，克拉克和阿德恩都是通过大选获胜而上台执政，而希普利的领袖职位是通过党内政治斗争而获得的，因而知名度和声望略逊于后两者。不过希普利在任期间新西兰经济保持了增长态势，她本人也有着独具魅力的领导风格，受到了一定认可。
希普利于1972年与丈夫伯顿·希普利结婚，育有子女两人。

## 早期生活
出生于南岛城镇戈尔（Gore）。1971年她毕业成为了一名老师，并在1976年前一直在小学教书。珍妮·希普利从1975年起参加了新西兰国家党，她成功的在1987年当选为Ashburton选区的议员。

## 政治生涯
她在詹姆斯·博尔格带领的国家党取得1990年大选取得胜利之后担任社会福利部长和妇女事务部长，并在1993年担任卫生部长。在职期间是一位具有争议性的人物，大量裁减社会福利和改革医疗系统等等措施都引起了不少争议。
随着国家党内部对其党魁博尔格的不满越来越大，珍妮·希普利在1997年12月趁博尔格出国访问期间，成功的取得了大多数党内成员的支持，逼使博尔格辞职，并成功接替其为国家党领袖及总理，也成为了新西兰的第一位女性国家总理。
虽然在其任内新西兰经济持续增长，但珍妮·希普利的政府仍然是一个很不稳定的政府。特别是在此期间，国家党和其联盟伙伴新西兰优先党的关系持续恶化。1998年8月14日，新西兰优先党党魁温斯顿·彼特斯最终被排除在政府内阁之外，标志着两党之间合作的结束。
联盟破裂也给优先党造成了麻烦。党魁温斯顿·彼特斯在过半数其党派议员的支持下，停止了对政府的支持。但仍有不少优先党议员退出政党，成为了独立议员，或者尝试组建他们自己的政党。
珍妮·希普利从未跟随优先党的半数议员中，成功的取得了足够的票数来维持国家党政府。
在1999年的选举中，珍妮·希普利所领导的国家党被由海伦·克拉克领导的新西兰工党击败，后者接替希普利成为新一任总理。随后，希普利一直担任国家党党魁和国会反对党领袖直至2001年12月，比尔·英格利希（Bill English）接替了其职务。希普利于2002年离开了国会，正式退出政治舞台，转战商界经营事业至今。